# Federico Álvarez de Toledo
Federico Álvarez de Toledo (Saladillo, 1875 - Buenos Aires, 13 de diciembre de 1939) fue un ingeniero agrónomo y político argentino, que fue ministro de Marina durante la primera Presidencia de Hipólito Yrigoyen y embajador ante el Reino Unido y Francia.

## Biografía
Fue hijo de Federico Álvarez de Toledo Bedoya y de María Antonieta Faix Salesse, originaria de Francia. Su padre, descendiente de una familia aristocrática, fue un reconocido estanciero del Partido de Saladillo, fundador de la estancia "La María Antonieta" y de la ciudad de Saladillo. Su hermana, María Luisa Álvarez de Toledo de Broggi, fue la fundadora del pueblo Álvarez de Toledo, construido en torno a la Estación Álvarez de Toledo.
Se afilió a la Unión Cívica Radical. Fue concejal de Saladillo. Dirigió algunas publicaciones radicales, como El Radical y La Época, lo que lo llevó a acercarse a Hipólito Yrigoyen, jefe de ese partido.
Al ser elegido presidente de la República Argentina Yrigoyen lo nombró Ministro de Marina, siendo el primer civil en ocupar el cargo. Su designación causó un malestar generalizado entre los marinos, ya que no tenía relación alguna con la carrera naval y el cargo siempre estuvo reservado exclusivamente a oficiales navales de experiencia.
En febrero de 1919 fue nombrado embajador en el Reino Unido, y la cartera ministerial quedó vacante hasta febrero de 1921, cuando finalmente Yrigoyen accedió a nombrar a un marino, Tomás Zurueta.
En 1920 fue llamado por Yrigoyen de vuelta al país, para dirigir la intervención federal de la Provincia de Tucumán. El radicalismo de la provincia estaba completamente dividido, por lo que el presidente prolongó indefinidamente la intervención a la provincia; al año siguiente, Álvarez de Toledo fue sucedido por otro interventor, Benito Nazar Anchorena.

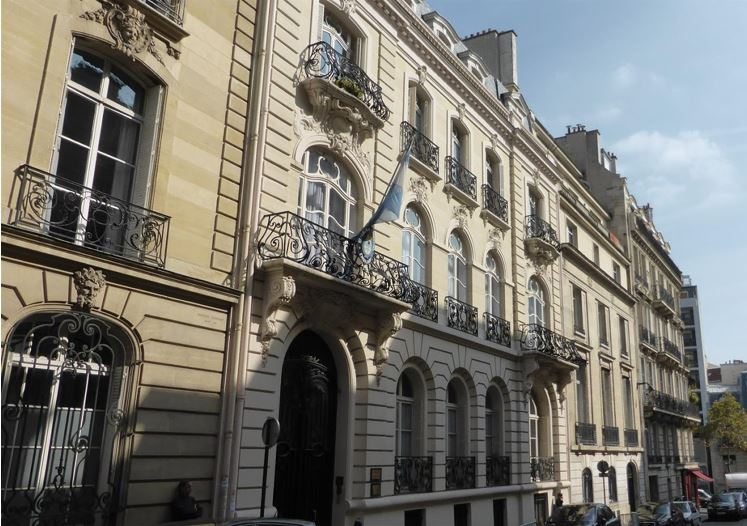
Embajada de Argentina en París, adquirida por Álvarez de Toledo.

En 1921 fue designado presidente del Banco de la Nación Argentina. Poco antes del final del mandato de Yrigoyen, éste lo nombró embajador en Francia, para suceder en ese cargo al presidente electo, Marcelo T. de Alvear.

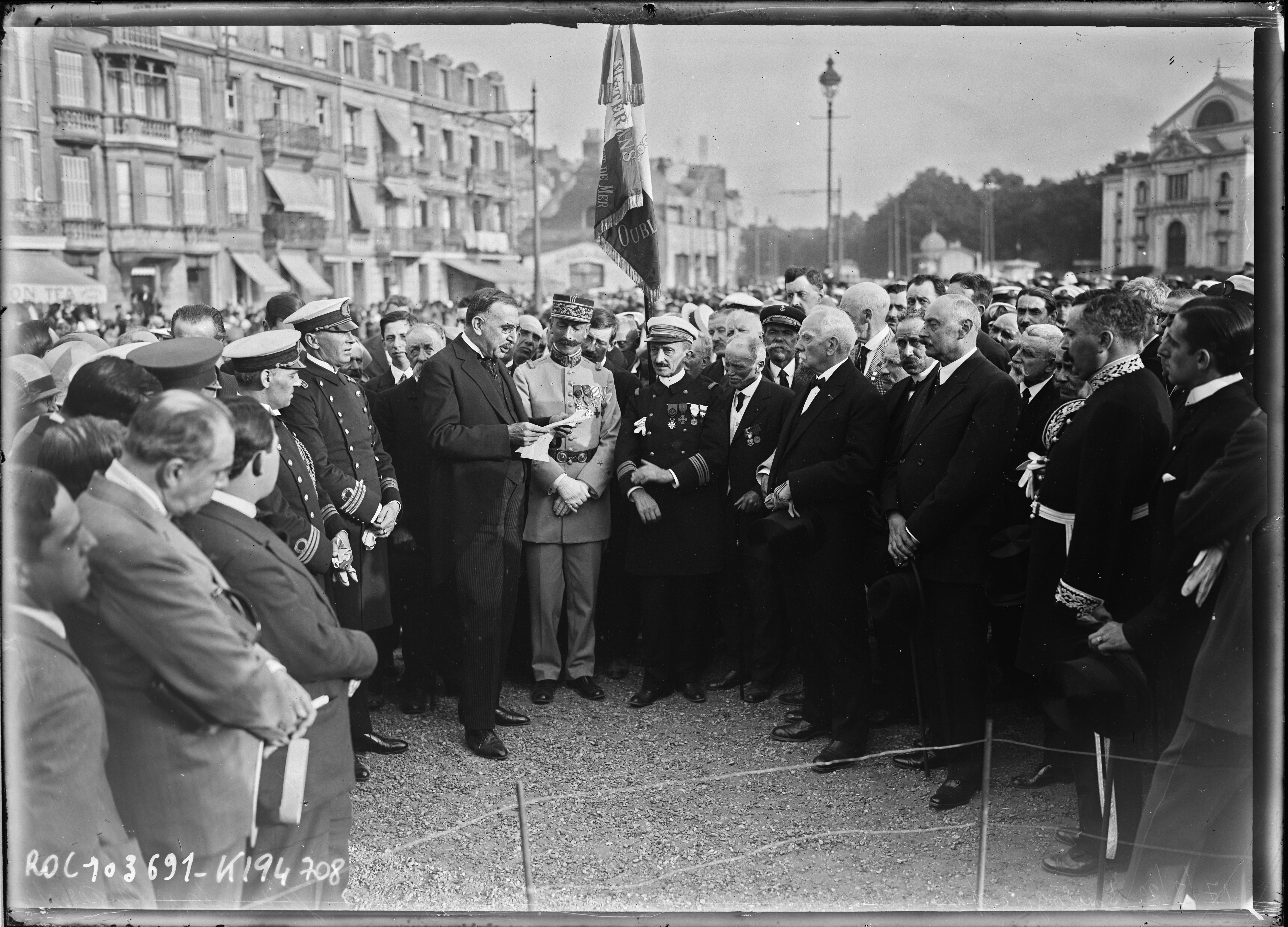
En Boulogne-sur-Mer en 1925.

Durante su extenso cargo en París, Álvarez de Toledo, en abril de 1926 compró la casa de Boulogne-sur-Mer donde había fallecido el general José de San Martín en 1850, con la suma de 400 mil francos.
Posteriormente compró en 1928 la sede de la Embajada de Argentina en Francia, pagando una parte con un desvío de fondos de una partida aprobada para comprar armas a Francia.
Producido el Golpe de Estado en Argentina de 1930 que derrocó al presidente Yrigoyen en su segunda presidencia, fue detenido y encarcelado en Ushuaia.
En años posteriores fue intendente de Saladillo, y ejerció algunos cargos políticos secundarios. 
Falleció en Buenos Aires en 1939. Sus restos descansan en el Cementerio de la Recoleta.
Uno de sus hijos, José María Álvarez de Toledo, también fue embajador argentino.